# Джордж Дон
Джордж Дон (англ. George Don, 17 травня 1798 — 25 лютого 1856) — шотландський ботанік та колекціонер рослин XIX століття.

## Біографія
Народився 17 травня 1798 року у Ду Хіллок (англ. Doo Hillock), Форфар, Ангус, Шотландія. Його молодший брат Девід Дон також був ботаніком, професором. Їх батько, якого звали також Джордж Дон (1764–1814), був суперінтендантом (директором) Единбурзького королівського ботанічного саду у 1802 року.
У молодості Джордж працював у садах в Челсі, де з 1816 року керував одним з найстаріших в Англії аптекарських садів, Аптекарського саду Челсі. У 1821 році він здійснив експедицію у Бразилію, Вест-Індію та Сьєрра-Леоне для поповнення колекцій Королівського садівничого товариства.
Більшість з його відкриттів були опубліковані англ. Joseph Sabine, хоча сам Джордж опублікував описи декількох нових видів з Сьєрра-Леоне.
Член Лондонського Ліннеївського товариства.
Помер 25 лютого 1856 року в Кенсінгтоні (район поруч з Челсі у центрі Лондона).

## Результати наукової діяльності

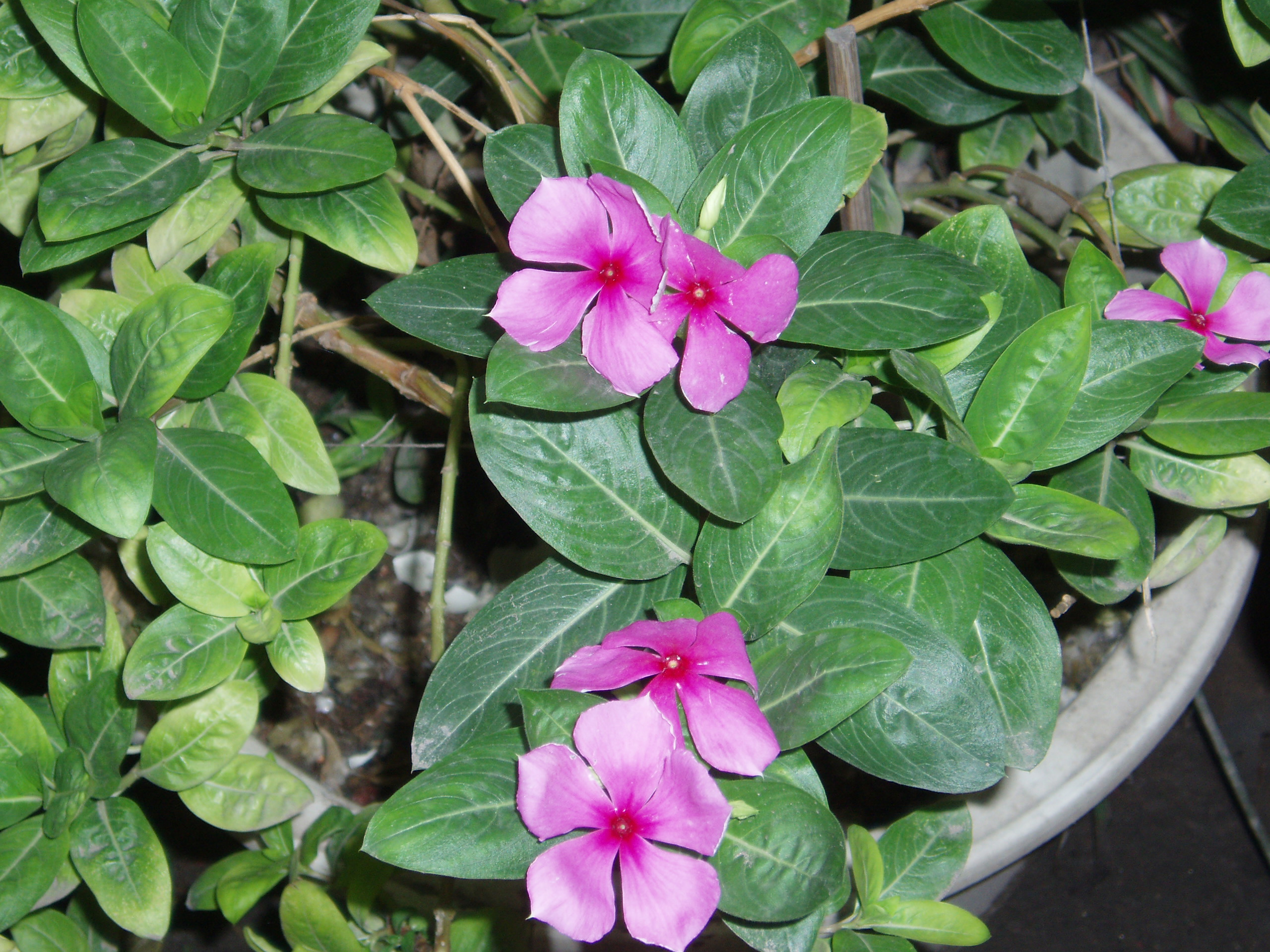

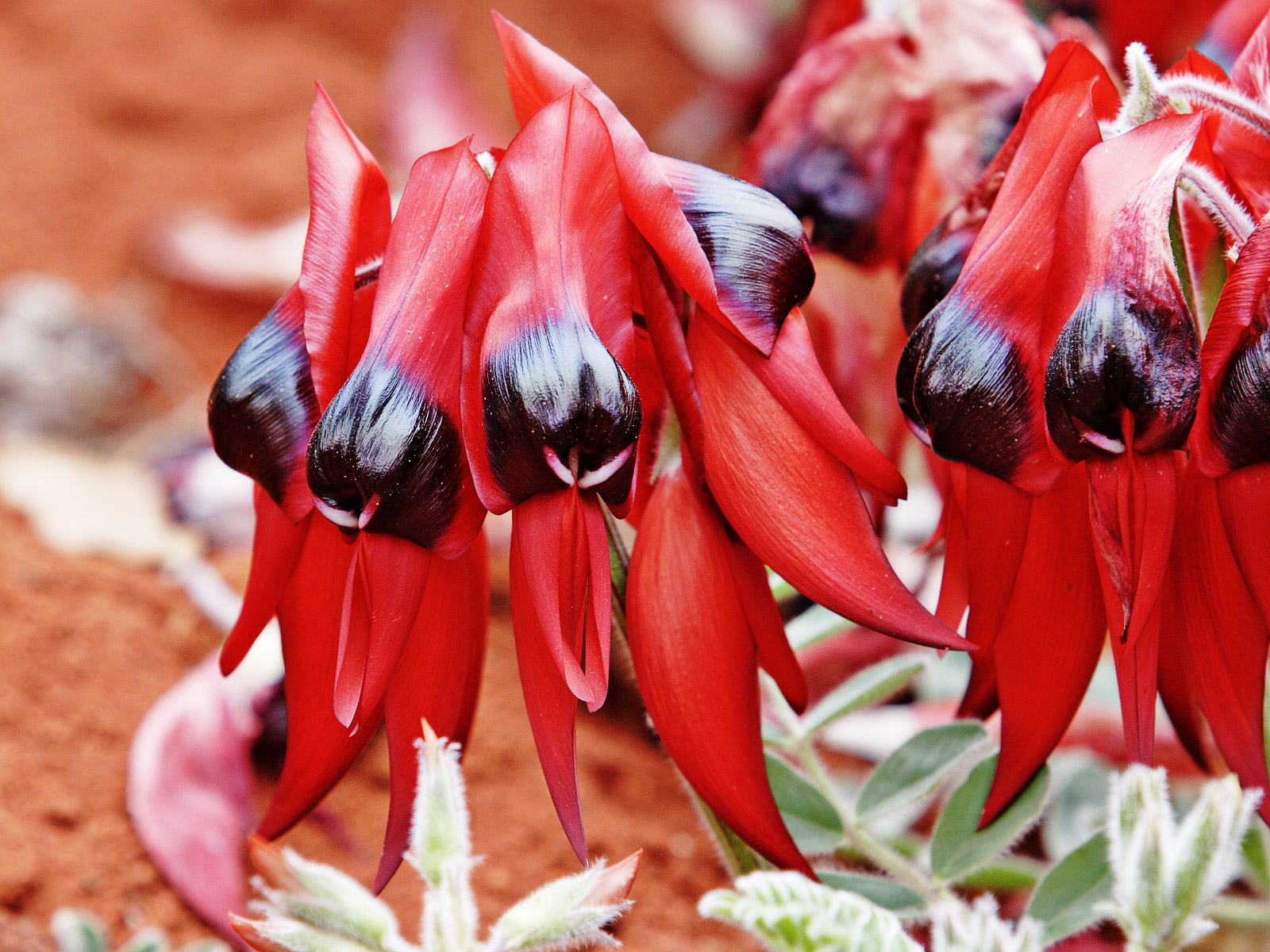
Swainsona formosa (G.Don) Joy Thomps.

У період між 1832 та 1838 роками були опубліковані чотири томи головної наукової праці Джорджа Дона «A General System of Gardening and Botany». При посиланні на цю роботу часто вказують позначення «Gen. Hist.», використовуючи абревіатуру альтернативної назви «A General History of the Dichlamydeous Plants».
Він брав участь у роботі Джона Клавдія Лаудона при підготовці праць «Encyclopaedia of Plants» та «Hortus Britannicus».
Крім того, він написав монографію про рідЦибуля (Allium) та огляд роду Комбретум (Combretum).